# Robert Dornhelm
Robert Dornhelm (Timișoara, 17 dicembre 1947) è un regista austriaco di origini ebree.
Ha lavorato in molte produzioni televisive, ma ha anche diretto film cinematografici come Echo Park, Venice Project, Der Unfisch e A Further Gesture. Nel 1998 il film Der Unfisch vinse il Premio Citizen's Choice al Bucheon International Fantastic Film Festival.
Nel 1977 dirige per la prima volta un film documentario, I ragazzi dell'Opera (The Children of Theatre Street), che fu nominato all'Oscar come miglior documentario.
Nel 1990 Dornhelm ha ottenuto una nomination ai Golden Globe per Requiem per Dominic, mentre nel 2001 ha diretto la miniserie La storia di Anna Frank, per la quale ha avuto una nomination al Premio Emmy.

## Filmografia

### Cinema
- I ragazzi dell'Opera (The Children of Theatre Street) – documentario (1977)
- She Dances Alone (1981)
- Rearranged – cortometraggio (1982)
- Echo Park (1986)
- Cold Feet - Piedi freddi (Cold Feet) (1989)
- Requiem per Dominic (Requiem für Dominik) (1990)
- Der Unfisch (1997)
- A Further Gesture (1997)
- The Venice Project (1999)
- Karajan: Or Beauty as I See It – documentario (2008)
- La Bohème (2008)
- Udo Proksch: Out of Control – documentario (2010)

### Televisione
- Irgendwann einmal – documentario TV (1973)
- Digital Dreams – film TV (1983)
- Hotels - Geschichte und Geschichten – serie TV documentario, episodio 1x09 (1990)
- Mio marito è innocente (Fatal Deception: Mrs. Lee Harvey Oswald) – film TV (1993)
- La storia di Anna Frank (Anne Frank: The Whole Story) – miniserie TV (2001)
- Sins of the Father – film TV (2002)
- RFK – film TV (2002)
- Rudy: The Rudy Giuliani Story – film TV (2003)
- Spartaco - Il gladiatore (Spartacus) – film TV (2004)
- Suburban Madness – film TV (2004)
- Identity Theft: The Michelle Brown Story – film TV (2004)
- Into the West – miniserie TV (2005)
- The Ten Commandments – miniserie TV (2006)
- Il destino di un principe (Kronprinz Rudolf) – film TV (2006)
- Great Performances – programma TV, puntata 37x25 (2007)
- Guerra e pace (War and Peace) – miniserie TV (2007)
- Amanda Knox (Amanda Knox: Murder on Trial in Italy) – film TV (2011)
- Die Schatten, die dich holen – film TV (2011)
- K2 - La montagna degli italiani – miniserie TV (2012)
- Oh du mein Österreich, co-diretto con Gabriele Flossmann – documentario TV (2015)
- Tatort – serie TV, episodio 1x950 (2015)
- Das Sacher. In bester Gesellschaft – miniserie TV (2016)
- Maria Teresa (Maria Theresia) – miniserie TV (2017-2019)
- Vienna Blood – serie TV, 4 episodi (2019-2021)